# 车站街津浦铁道公司高级职员府邸
车站街津浦铁道公司高级职员府邸，位于山东省济南市天桥区纬北路街道。是中华人民共和国山东省省级文物保护单位之一。
2013年，列入第四批山东省文物保护单位，该文物保护单位是一座近现代重要史迹及代表性建筑。